# گمینا کارنگتسه
گمینا کارنگتسه (به لهستانی:  Gmina Karnice) یک گمینا در لهستان است که در شهرستان گرفیتسه واقع شده‌است. گمینا کارنگتسه ۱۳۳٫۱۴ کیلومتر مربع مساحت و ۴٬۱۷۲ نفر جمعیت دارد.